# James Murray (General)

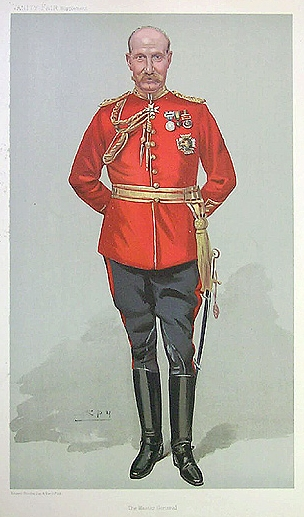
James Murray, Porträt von Leslie Ward, 1905

Sir James Murray, KCB (* 13. März 1853; † 17. Oktober 1919) war ein britischer Generalleutnant und Chef des Imperialen Generalstabes.
Von 1898 bis 1899 war James Murray Assistant Quartermaster General der British Indian Army. 1899 bis 1900 nahm er am Zweiten Burenkrieg teil. Danach kehrte er nach Britisch-Indien zurück. Dort war er 1907 bis 1911 Kommandeur der 9. Division. 1912 wurde er vom Parlament nach Russland geschickt. 1913 wurde Murray Oberbefehlshaber in Schottland und dann in Südafrika.
Am 30. Oktober 1914 wurde Murray Chef des Imperialen Generalstabes. Er war als Generalleutnant der Offizier mit dem niedrigsten Dienstgrad der diese Funktion innehatte. Nach der Niederlage in der Schlacht von Gallipoli wurde Murray ersetzt durch seinen Stellvertreter Archibald Murray, mit dem er trotz Namensgleichheit nicht verwandt war. Archibald Murray war zu diesem Zeitpunkt Stellvertretender Chef des Imperialen Generalstabes und mit ihm nicht verwandt. Von Mai 1916 bis September 1917 war James Murray Befehlshaber des Eastern Command.
| Vorgänger         | Amt                                                | Nachfolger       |
| ----------------- | -------------------------------------------------- | ---------------- |
| Sir Reginald Hart | Oberbefehlshaber in Südafrika Mai bis Oktober 1914 | —                |
| Charles Douglas   | Chef des Imperialen Generalstabes 1914–1915        | Archibald Murray |

| Personendaten    | Personendaten                              |
| ---------------- | ------------------------------------------ |
| NAME             | Murray, James                              |
| KURZBESCHREIBUNG | britischer General, Chef des Generalstabes |
| GEBURTSDATUM     | 13. März 1853                              |
| STERBEDATUM      | 17. Oktober 1919                           |